# Kaemsechem
| D28 | m | s | x | sxm |

| D28 | m | s | x | sxm |

Kaemsechem byl egyptský šlechtic a pravděpodobně syn korunního prince Kawaba a Hetepheres II. Byl pohřben v mastabě G 7660 ve Východním poli v Gíze.

## Rodina
Kaemsechem byl pravděpodobně synem prince Kawaba a královny Hetepheres II. Narodil se za vlády svého dědečka, krále Chufua. Kaemsechemova žena byla Ka'aper, která mu porodila dva syny jménem Rawer a Minchaf.

## Hrobka
Kaemsechem byl pohřben v Gíze v mastabě G 7660. V hrobce je zmíněn jeho otec i matka.
Kaple byla vyzdobena, ale scény jsou poškozené. V kapli by obětní scéna ukazující Kaesechema sedícího před stolem s oběťmi. Na další scéně na západní zdi je zobrazen Kaemsechem a jeho manželka Ka'aper. Před Kaemsechemem je zobrazen malý chlapec jménem Minchaf.
Scény na jižní stěně jsou z velké části zničeny, ale scény lemující dveře zobrazovaly Khaemsechema a jeho manželku Ka'aper. Jedna scéna na fasádě ukazuje Khaemsechema a jeho syna, jehož postava je vymazána, ale jeho jméno je zapsáno jako Rawer.